# Segundo luz
Un segundo-luz es una unidad de longitud. Se define como la distancia que la luz viaja en el vacío en un segundo, esto equivale a 299 792 458 m. Este número es exacto, ya que, de hecho, el metro se define a partir de la velocidad de la luz en el vacío c (una constante universal), como la distancia que recorre la luz en el vacío en 1/299792458 s (aprox. 3,335641 ns).

## Distancia desde la Tierra hasta algunos cuerpos celestes
- La Luna se encuentra a una distancia promedio de 1,282 segundos-luz (3,8·108 m)
- El Sol se encuentra a una distancia promedio de 500 segundos-luz (1,5·1011 m)
- Plutón se encuentra a una distancia promedio de 20 000 segundos-luz (5,9·1012 m)
- Alpha Centauri se encuentra a 137 millones de segundos-luz (4,1·1016 m)
- La galaxia de Andrómeda se encuentra a 80 billones de segundos-luz (2,4·1022 m)
- Los objetos más alejados, todavía visibles desde el telescopio espacial Hubble, se encuentran a 0,4 trillones de segundos-luz (1,3·1026 m).

Es, por tanto, una unidad adecuada para medir distancias contenidas en el Sistema Solar, pero nunca inferiores al del diámetro de un planeta del tamaño de Júpiter.
Para distancias intragalácticas se debe emplear el pársec o el año-luz. Para distancias intergalácticas se empleará un múltiplo del parsec: el megaparsec.
- Datos: Q909315